# Constitución turca de 1924
La Constitución de 1924, cuya denominación formal era Constitución de la República de Turquía (en turco otomano, Teşkilât-ı Esasiye Kanunu; en turco: 1924 Türk Anayasası), fue la ley fundamental de Turquía en vigor entre 1924 y 1961.

## Historia
Tras la proclamación de la República de Turquía el 29 de octubre de 1923, la Constitución fue aprobada por la Gran Asamblea Nacional en sustitución de la Constitución de 1921 y ratificada el 20 de abril de 1924.
La lista de las 150 personas no gratas de Turquía, ratificada el 23 de abril de 1924 y revisada el 1 de junio del mismo año, nombra a unas 150 personas que ocupaban altos cargos en el gobierno imperial o eran fuertes partidarios del sultán otomano, lo que la nueva república rechazaba.
La Constitución de 1924 permaneció en vigor hasta el golpe de Estado de 1960, a raíz del cual fue reemplazada por la Constitución de 1961.

## Contenido
La Constitución de Turquía de 1924 tenía 105 artículos divididos en seis secciones:
Sección I - Provisiones fundamentales (artículos 1-8)Describe los conceptos estructurales básicos del nuevo gobierno turco. Entre estas provisiones se encuentra el establecimiento de una república que confiere los poderes legislativo y ejecutivo a la Gran Asamblea Nacional de Turquía, que cuenta con la potestad de elegir al presidente de Turquía. El poder judicial se extiende a tribunales independientes sancionados por la Asamblea Nacional en conformidad con sus leyes establecidas. También se establece que Angora es la capital nacional, el islam es la religión oficial y el turco otomano es el idioma oficial.
Sección II - Poder legislativo (artículos 9-30)Establece la ley electoral del nuevo gobierno, las atribuciones legislativas de la Gran Asamblea Nacional y el procedimiento de elección del presidente de Turquía. Reconoce el derecho de sufragio activo a los ciudadanos turcos de 18 años o más; y los mayores de 30 años pueden presentarse a cargos oficiales en el gobierno si cumplen los requisitos del puesto. Las elecciones de diputados de la Asamblea Nacional tienen lugar cada cuatro años, y los diputados electos mantienen su cargo hasta el final de la legislatura salvo reelección o destitución de la Asamblea. La Asamblea Nacional tiene el poder legislativo exclusivo y puede ejercer control sobre los presupuestos del Estado y la creación de tratados internacionales.
Sección III - Poder ejecutivo (artículos 31-52)Establece el procedimiento electoral de designación del presidente de Turquía y los límites del poder ejecutivo. El presidente es elegido cada cuatro años tras la elección de la Asamblea Nacional, es elegido por los miembros de la nueva Asamblea Nacional y asume el mandato de forma inmediata tras su elección. Esta sección también otorga al presidente el poder de aprobar o vetar leyes redactadas por la Asamblea Nacional y de designar su propio gabinete de ministros. Asimismo, le confiere autoridad sobre las fuerzas armadas en calidad de comandante en jefe.
Sección IV - Poder judicial (artículos 53-67)Desarrolla la estructura fundamental del sistema judicial bajo la nueva república al establecer las atribuciones de los jueces y determinar la creación de un Tribunal Supremo de 21 miembros: once provenientes del Tribunal de Apelaciones y diez del Consejo de Estado. Las decisiones del Tribunal Supremo son definitivas y no pueden ser sujetas a confirmación o veto por ninguna otra autoridad.
Sección V - Derecho público de los turcos (artículos 68-88)Define los derechos y libertades básicos que se reconocen al pueblo turco bajo el nuevo gobierno, tales como la libertad de expresión, la libertad de reunión, la libertad de circulación y la libertad de credo. Esta sección también define específicamente el término "turco" desde el punto de vista legal y establece los cimientos básicos del código tributario que se aplicará bajo la nueva república.
Sección VI - Disposiciones varias, cargos oficiales, empleados públicos, finanzas y enmiendas a la Constitución (artículos 89-105)Esta última sección incluye disposiciones que definen el territorio que conforma el nuevo Estado turco, definen los requisitos que deben cumplir los candidatos a ocupar puestos públicos, establecen el procedimiento para crear los presupuestos públicos y establecen el procedimiento por el que se pueden presentar enmiendas a la Constitución ante la Asamblea Nacional.